# Canal+ (österreichischer Pay-TV-Anbieter)
Canal+ (bis zum 4. Juni 2024 HD Austria) ist eine Fernseh-Bezahlplattform, die Kunden den Empfang verschiedener österreichischer und deutscher Privatsender in HD- und UHD-Qualität ermöglicht.

## Hintergrund

HD-Austria-Logo bis 2024

Canal+ ist eine Marke der M7 Group (Canal+ Luxembourg S.àr.l.), einem Anbieter von Satelliten-Services in Europa mit Sitz in Luxemburg. Die M7 Group bietet Programme in den Niederlanden, Belgien, Luxemburg, Österreich, Tschechien, der Slowakei und Ungarn an. Das Angebot wird für den jeweiligen Markt spezifisch aufbereitet und auf die Seher und das Land zugeschnitten.

## Voraussetzungen
Mit dem Besitz eines HD-Fernsehgeräts sind folgende Empfangswege möglich:

### Empfang mit SAT an Astra 19,2 Grad-Antenne und HD Austria-Geräten
Canal+ bietet eigens produzierte Geräte wie das Canal+ SAT-Modul oder den Canal+ SAT-Receiver und Rekorder zum Verkauf an, welche die Verwendung einer ORF Digital-SAT-Karte obsolet machen, da bereits eine Micro-SAT-Karte integriert ist. Diese ermöglicht die Entschlüsselung über Viaccess.

### Empfang mit SAT an Astra 19,2 Grad-Antenne und ORF Digital-SAT-Karte
Der Empfang von Canal+ ist auch mit HD Austria-fähigen Irdeto-Empfangsgeräten in Verbindung mit ORF Digital-SAT-Karten der neuen Generation (ICE) möglich. Beim Kauf von HD Austria-fähigen Empfangsgeräten ist darauf zu achten, dass die Kanalliste für den Empfang von HD Austria optimiert ist.

### Empfang mit SAT und Sky-Karte
Die Canal+-Sender sind auch über die Sky-Smartcard (NDS) empfangbar. Zudem werden die Sender bei Abschluss eines Sky-Abonnements von mindestens Sky Welt oder beim Bezug einer neuen ORF-Karte für drei Monate kostenlos freigeschaltet. Nach Ablauf dieser Zeit kann man sich entscheiden, ob man das Angebot kostenpflichtig verlängern möchte.

### Empfang über Kabelnetze
Seit Oktober 2012 ist HD Austria über die Kabelnetze Kabel TV Fohnsdorf, IG-SAT Liezen und Montafonerbahn AG Schruns, kabelnet MÜRZ – Stadtwerke Mürzzuschlag GmbH, Stadtwerke Judenburg AG und Ainet (gesamtes Murtal und Gemeinden Obdach, Eppenstein, Pöls und Kleinlobming) verfügbar, weitere Kabelnetze sollen folgen.

## Senderportfolio und Empfangsparameter
Bei den Sendern des HD Austria-Pakets handelt es sich um sogenannte Free-to-View-Sender, die durch die Einhebung einer technischen Servicepauschale freigeschaltet werden. Das Kombi Austria-Paket beinhaltet neben allen HD Austria-Sendern zusätzliche TV-Sender. Die HD-Austria-Sender sind über mehrere auf 19,2 Grad Ost co-positionierte Satelliten von Astra empfangbar. Somit kann HD Austria von ca. 65 % der österreichischen Haushalte über Satellitenfernsehen empfangen werden.
| Sender                     | Frequenz | Transponder | Polarisation | Symbolrate | FEC | Logo |
| -------------------------- | -------- | ----------- | ------------ | ---------- | --- | ---- |
| Comedy Central HD Austria  | 10773,25 | 53          | horizontal   | 22000      | 3/4 |      |
| Deluxe Music HD Austria    | 10802,75 | 55          | horizontal   | 22000      | 3/4 |      |
| Disney Channel HD          | 10802,75 | 55          | horizontal   | 22000      | 3/4 |      |
| Insight TV HD              | 11229.00 | 02          | vertikal     | 22000      | 2/3 |      |
| kabel eins HD Austria      | 11464,25 | 17          | horizontal   | 22.000     | 2/3 |      |
| kabel eins Doku HD Austria | 11464,25 | 17          | horizontal   | 22.000     | 2/3 |      |
| MTV HD Austria             | 10964,25 | 33          | horizontal   | 22000      | 2/3 |      |
| n-tv HD                    | 10832,25 | 57          | horizontal   | 22000      | 2/3 |      |
| ProSieben HD Austria       | 11670,75 | 31          | horizontal   | 22.000     | 2/3 |      |
| ProSieben Maxx HD Austria  | 11464.25 | 17          | horizontal   | 22000      | 2/3 |      |
| Puls 4 HD Austria          | 11670,75 | 31          | horizontal   | 22.000     | 2/3 |      |
| RTL HD Austria             | 11082,25 | 41          | horizontal   | 22.000     | 3/4 |      |
| RTL Zwei HD Austria        | 11082,25 | 41          | horizontal   | 22000      | 3/4 |      |
| Sat.1 HD Austria           | 11670,75 | 31          | horizontal   | 22000      | 2/3 |      |
| Sat.1 Gold HD              | 11111.75 | 43          | horizontal   | 22000      | 2/3 |      |
| sixx HD Austria            | 11464.25 | 17          | horizontal   | 22000      | 2/3 |      |
| Tele 5 HD Austria          | 12574,25 | 109         | horizontal   | 22000      | 2/3 |      |
| TLC HD Austria             | 10964,25 | 33          | horizontal   | 22000      | 2/3 |      |
| VOX HD Austria             | 11082,25 | 41          | horizontal   | 22000      | 3/4 |      |
| Welt HD Austria            | 10773,25 | 53          | horizontal   | 22000      | 3/4 |      |

### UHD
| Sender          | Frequenz | Transponder | Polarisation | Symbolrate | FEC | Logo |
| --------------- | -------- | ----------- | ------------ | ---------- | --- | ---- |
| RTL UHD Austria | 11391    | 42          | horizontal   | 22000      | 5/6 |      |

## Zusatzpakete
Nur über Hotbird 13,0° Ost. Diese Sender sind im HD Austria-Paket zusätzlich zu den HD Austria-Sendern zu empfangen.
| Sender             | Frequenz | Transponder | Polarisation | Symbolrate | FEC | Logo |
| ------------------ | -------- | ----------- | ------------ | ---------- | --- | ---- |
| Love Nature 4K UHD | 12539    | 131         | horizontal   | 30000      | 5/6 |      |
| MyZen 4K UHD       | 12539    | 104         | horizontal   | 30000      | 5/6 |      |

### HD Austria Plus
Nur über Astra 19,2° Ost. Diese Sender sind im Plus HD Austria-Paket zusätzlich zu den HD Austria-Sendern zu empfangen.
| Sender                | Frequenz | Transponder | Polarisation | Symbolrate | FEC | Logo |
| --------------------- | -------- | ----------- | ------------ | ---------- | --- | ---- |
| Bergblick             | 12515    | 105         | horizontal   | 22000      | 5/6 |      |
| Brazzers TV Europe    | 12722    | 119         | horizontal   | 23500      | 2/3 |      |
| Canal+ First          | 12515    | 624         | horizontal   | 22000      | 5/6 |      |
| Crime + Investigation | 12382    | 511         | horizontal   | 27500      | 3/4 |      |
| Dorcel XXX HD         | 12722    | 119         | horizontal   | 23500      | 2/3 |      |
| Hustler TV            | 12722    | 119         | horizontal   | 23500      | 2/3 |      |
| Kabel eins classics   | 12545    | 107         | horizontal   | 22000      | 5/6 |      |
| Mezzo TV HD           | 10788    | 54          | vertikal     | 22000      | 5/6 |      |
| MTV 80s               | 11739    | 66          | vertikal     | 27500      | 3/4 |      |
| Nick Jr. Deutschland  | 11739    | 66          | vertikal     | 27500      | 3/4 |      |
| Sat.1 emotions        | 11421    | 15          | horizontal   | 22000      | 5/6 |      |
| Sony AXN              | 10921    | 63          | horizontal   | 22000      | 7/8 |      |
| Sportdigital HD       | 12722    | 119         | horizontal   | 22000      | 2/3 |      |
| Vivid TV Europe       | 12515    | 105         | horizontal   | 22000      | 5/6 |      |

### HD Austria Kombi
Diese Sender sind im Kombi HD Austria-Paket zusätzlich via Internet mit HD Austria Receivern, am Smart-TV, Handy, Tablet oder Laptop empfangbar.
| Sender                       | Logo |
| ---------------------------- | ---- |
| 13th Street HD               |      |
| auto motor und sport channel |      |
| BonGusto HD                  |      |
| C Music TV                   |      |
| Fight 24                     |      |
| Fix & Foxi                   |      |
| GINX Esports TV              |      |
| Gute Laune TV                |      |
| Heimatkanal                  |      |
| Kinowelt TV                  |      |
| Marco Polo TV                |      |
| Mezzo live HD                |      |
| MTV 90s                      |      |
| MTV Club                     |      |
| MTV Hits                     |      |
| National Geographic          |      |
| National Geographic Wild     |      |
| Penthouse Gold               |      |
| Penthouse Passion            |      |
| Playboy TV                   |      |
| ProSieben Fun HD             |      |
| Reality Kings TV             |      |
| Romance TV HD                |      |
| RTL Living                   |      |
| Sony Channel                 |      |
| Sport1+ HD                   |      |
| Syfy HD                      |      |
| Universal TV HD              |      |